# St. Martin (Ediger)

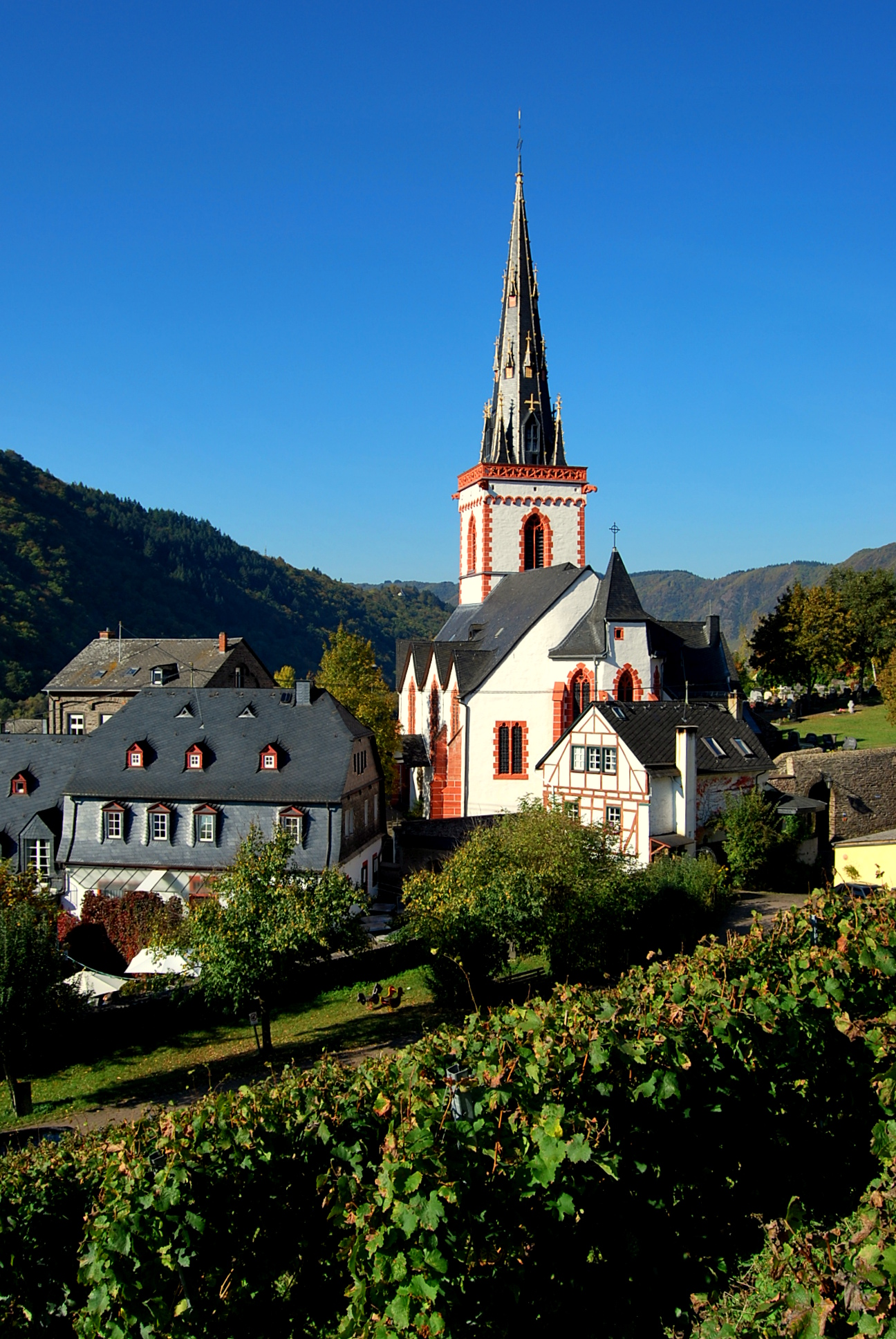
St. Martin in Ediger

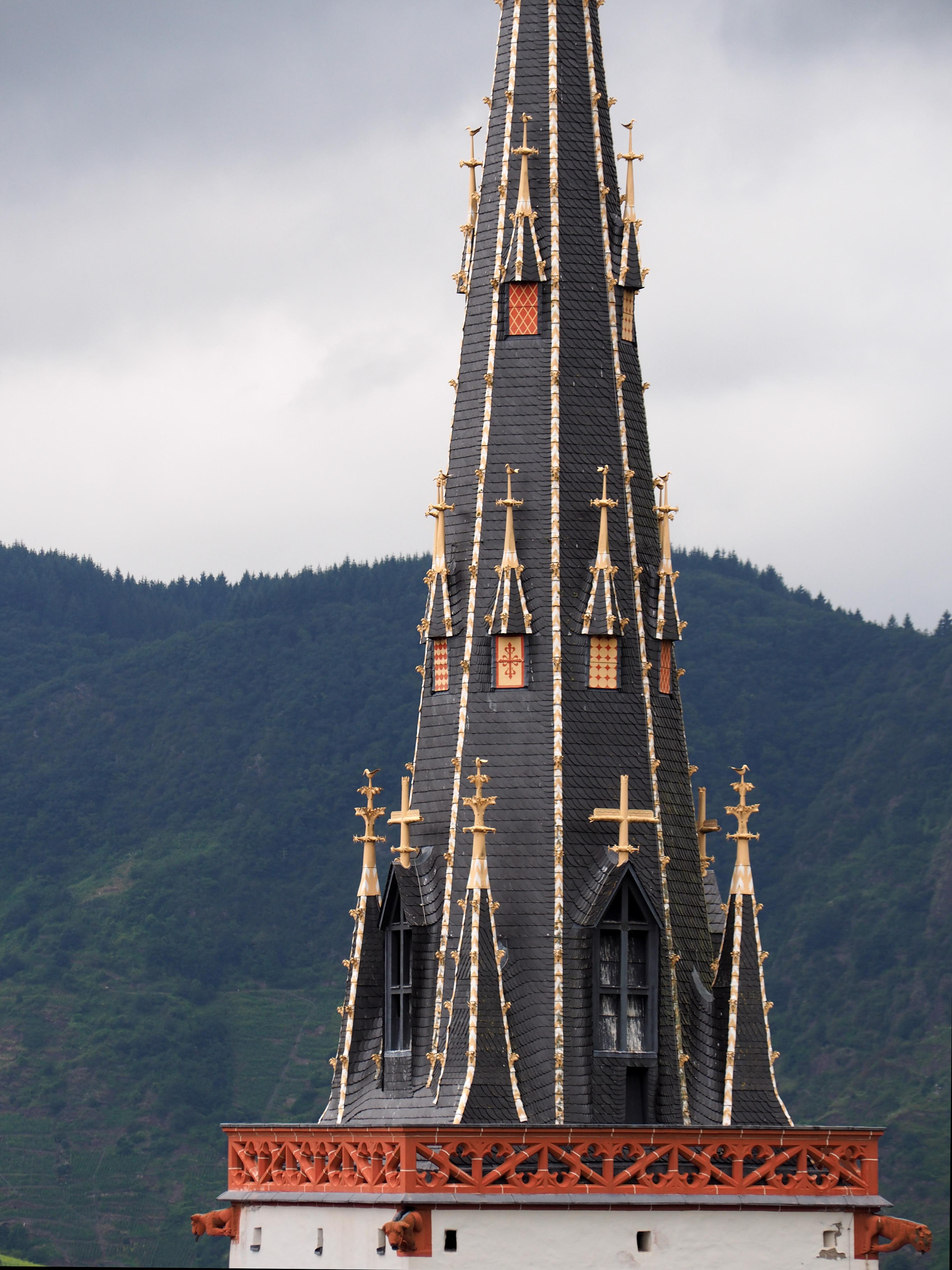
Verzierter Turmhelm

St. Martin ist eine katholische Pfarrkirche im Ortsteil Ediger der Gemeinde Ediger-Eller an der Mosel. Sie gehört zum Dekanat Cochem im Bistum Trier. Das Bauwerk liegt auf einem Felsen am bergseitigen Rande des Ortes. Ein von Konsolen getragener Gang verbindet die Kirche mit der 1363 errichteten Kirchpforte der Stadtmauer.

## Bau und Baugeschichte
Ein romanischer Vorgängerbau bestand schon vor 1097. Fundamente davon sind erhalten, ebenso der Chor mit seiner Nordwand. Auch der Taufstein im heutigen südlichen Seitenschiff stammt aus der romanischen Zeit. St Martin war zunächst eine Filialkirche wurde dann 1142 zu einer Pfarrkirche erhoben.
Vermutlich im 15. Jahrhundert erfolgte eine umfangreiche Umgestaltung und Erweiterung zu einer zweischiffigen gotischen Hallenkirche. Im 16. Jahrhundert wurde auch eine ältere Kapelle auf der Nordseite des Chores erweitert.
1951 bis 1953 erhielt die Kirche einen Anbau nach Norden, wobei man die alten Maßwerkfenster in die neuen Wände eingesetzte.  St. Martin wurde 1970 und 1974 umfassend renoviert.

## Turm
Der ehemals romanische Turm erhielt 1506 einen gotischen Nachfolger von 62 Metern Höhe. Das Westjoch des Südschiffs schließt sich daran an. Als Baumeister gilt Jodokus von Wittlich. 
Eine Besonderheit stellt der reich verzierte achteckige Turmhelm dar. Zwölf Ziergauben sind im mittleren und oberen Bereich des schiefergedeckten Helmes angebracht. An den Ecken der Basis erheben sich vier vierseitige steile Pyramiden, von denen zwei jeweils ein Querhaus einrahmen. Dekoriert werden die Elemente durch etliche Kreuzblumen, Kreuze, Vögel und Sterne aus Blei. Die Bleiornamente sind in Rot, Gold und Silber gehalten, dem Befund nach die ursprüngliche Farbgebung  (Renovierung 2003).

## Innenraum und Ausstattung
Drei Pfeiler tragen das reich verzweigte Sterngewölbe, das insgesamt 117 Schlusssteine aufweist. Auf deren Reliefs sind u. a. dargestellt:
Christus, die Muttergottes mit Kind im Strahlenkranz, die Apostel, mehrere Heilige, die vier Kirchenväter, zahlreiche Handwerker und Hausmarken, Wappen der Trierer Dompröpste sowie das Schöffengerichtssiegel von Ediger-Eller.
Neun figürliche Gewölbekonsolen zeigen u. a. einen Ritter, zwei Narren und den ausführenden Steinmetzmeister.

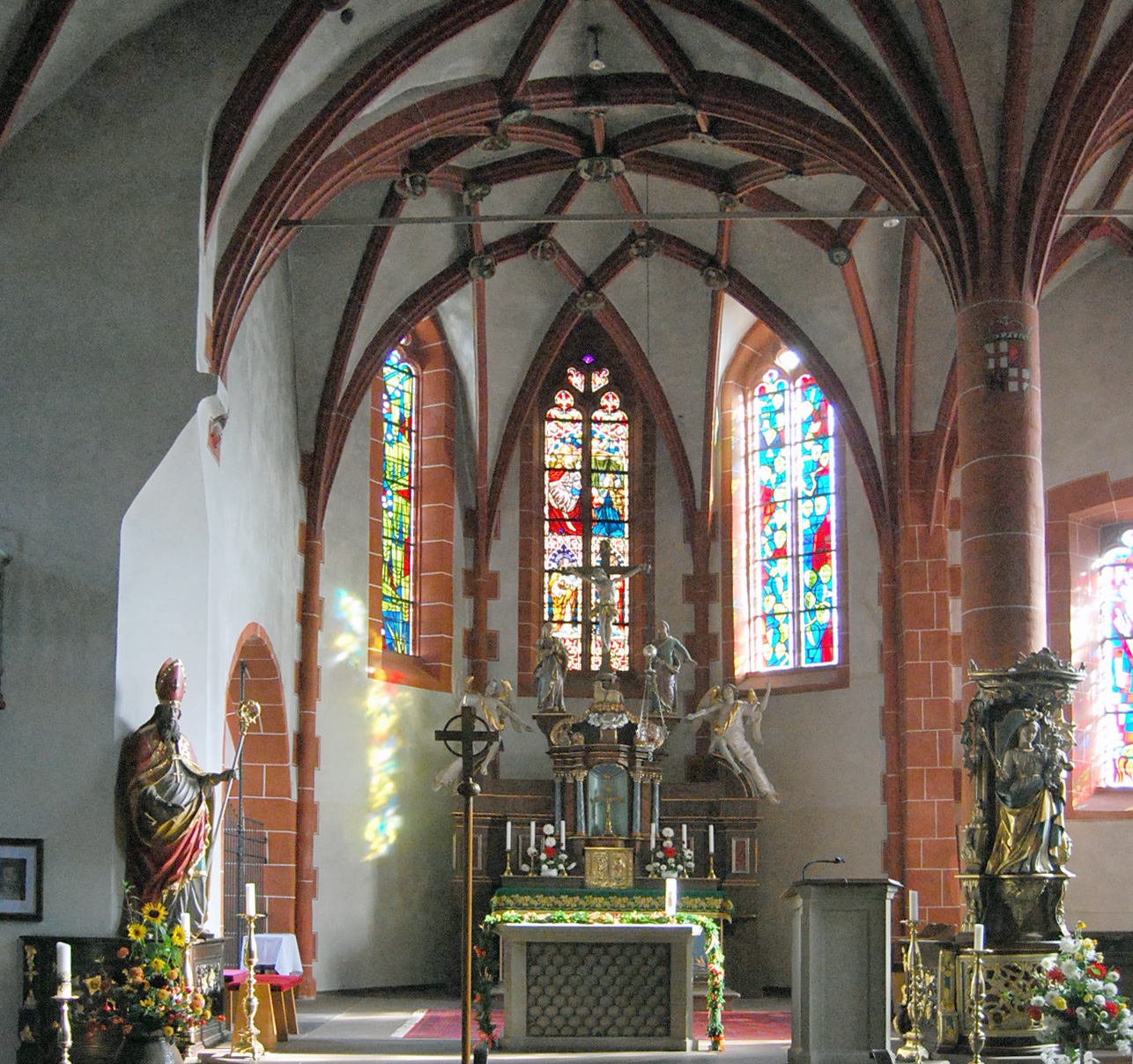
Innenraum mit Chor
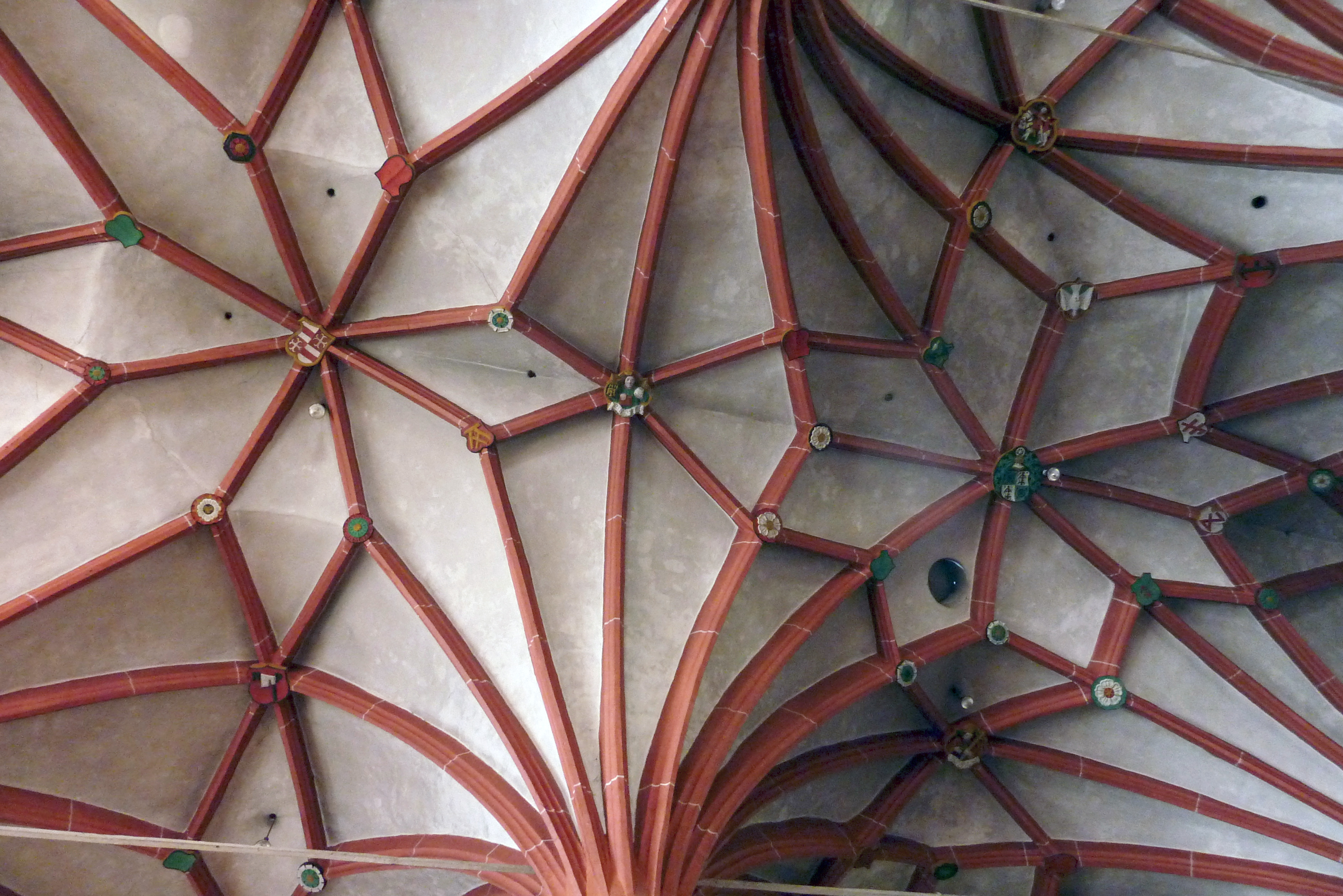
Sterngewölbe mit Schlusssteinen
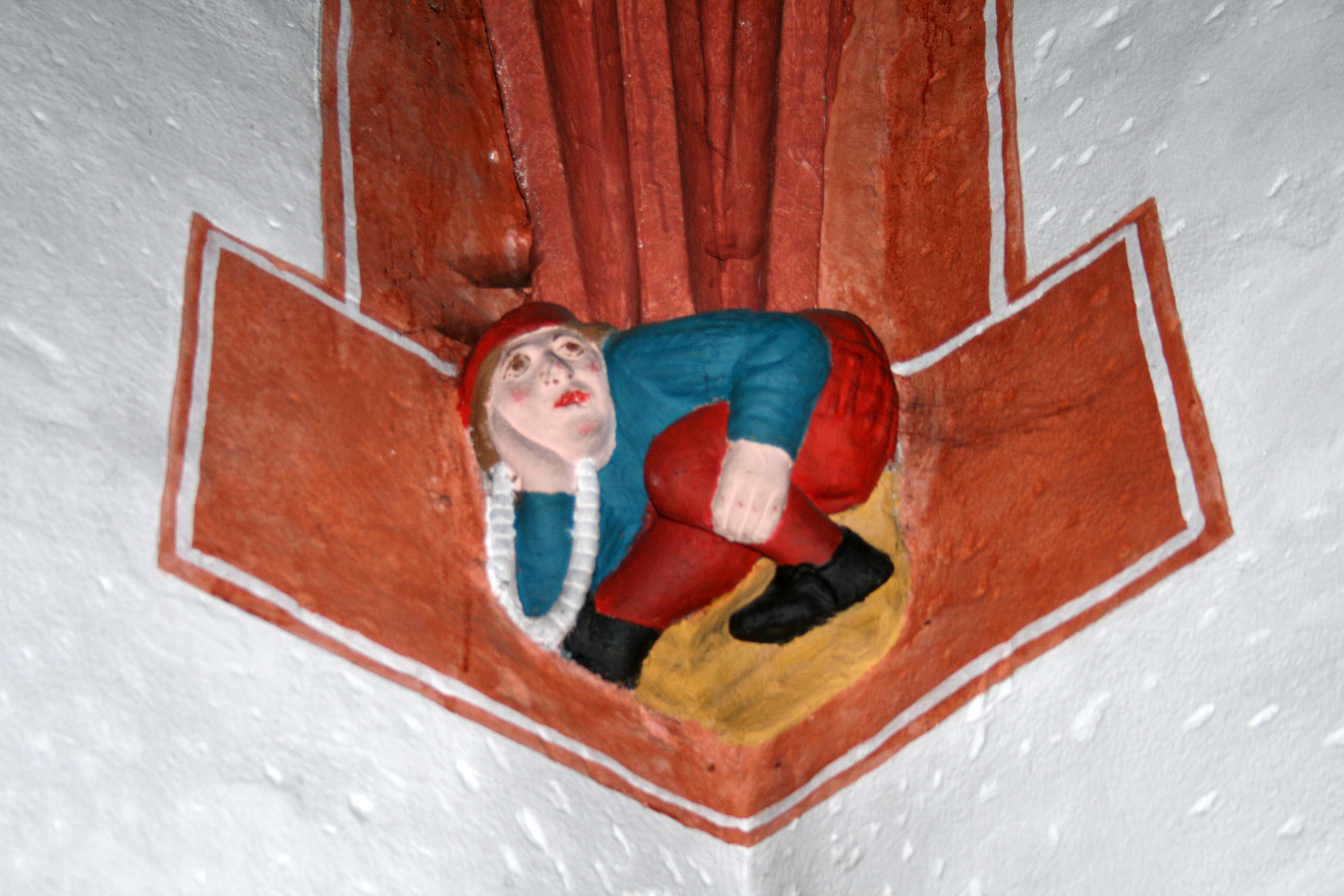
Konsolenfigur

### Kapelle nördlich des Chores
- Steinrelief „Christus in der Kelter“

Ein Steinquader des Trierer Meisters Hans Ruprecht Hoffmann aus dem Jahr 1600 zeigt auf der einen Seite den heiligen Hilarius, auf der anderen Christus in der Kelter, ein im 12. Jahrhundert aufgekommenes Motiv der christlichen Ikonographie. Es versinnbildlicht Leid und Freude. Der ausgepresste Wein steht für das Blut Christi.  Die Traube muss zuerst zerquetscht werden, ehe Wein aus ihr wird.
- Grablegungsgruppe

Die Arbeit stammt aus dem Jahr 1671 und ist nach Münstermaifelder Vorbild geschaffen.
- Schmerzensmann

Die Figur geht auf die Zeit um 1500 zurück.

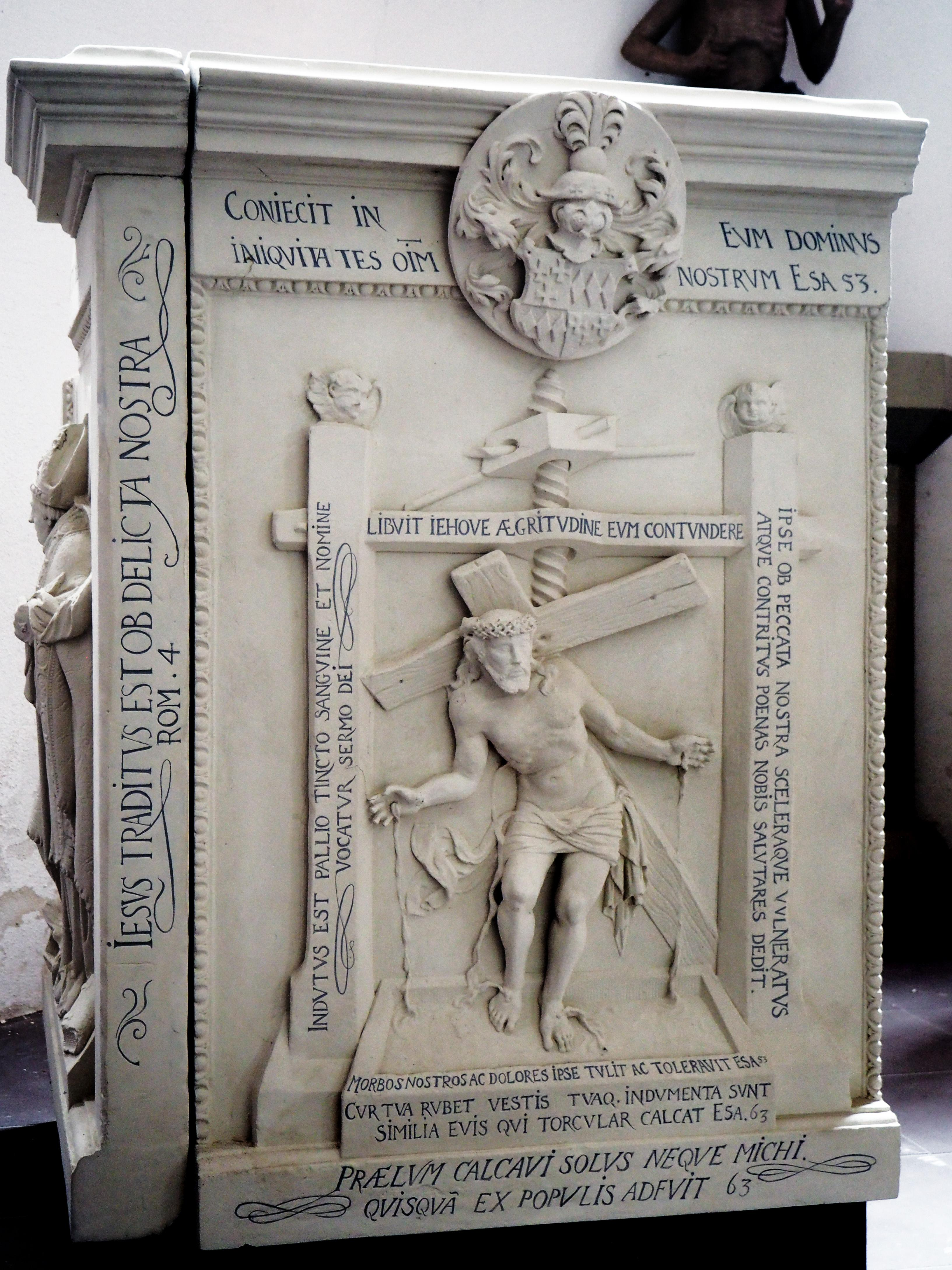
Christus in der Kelter
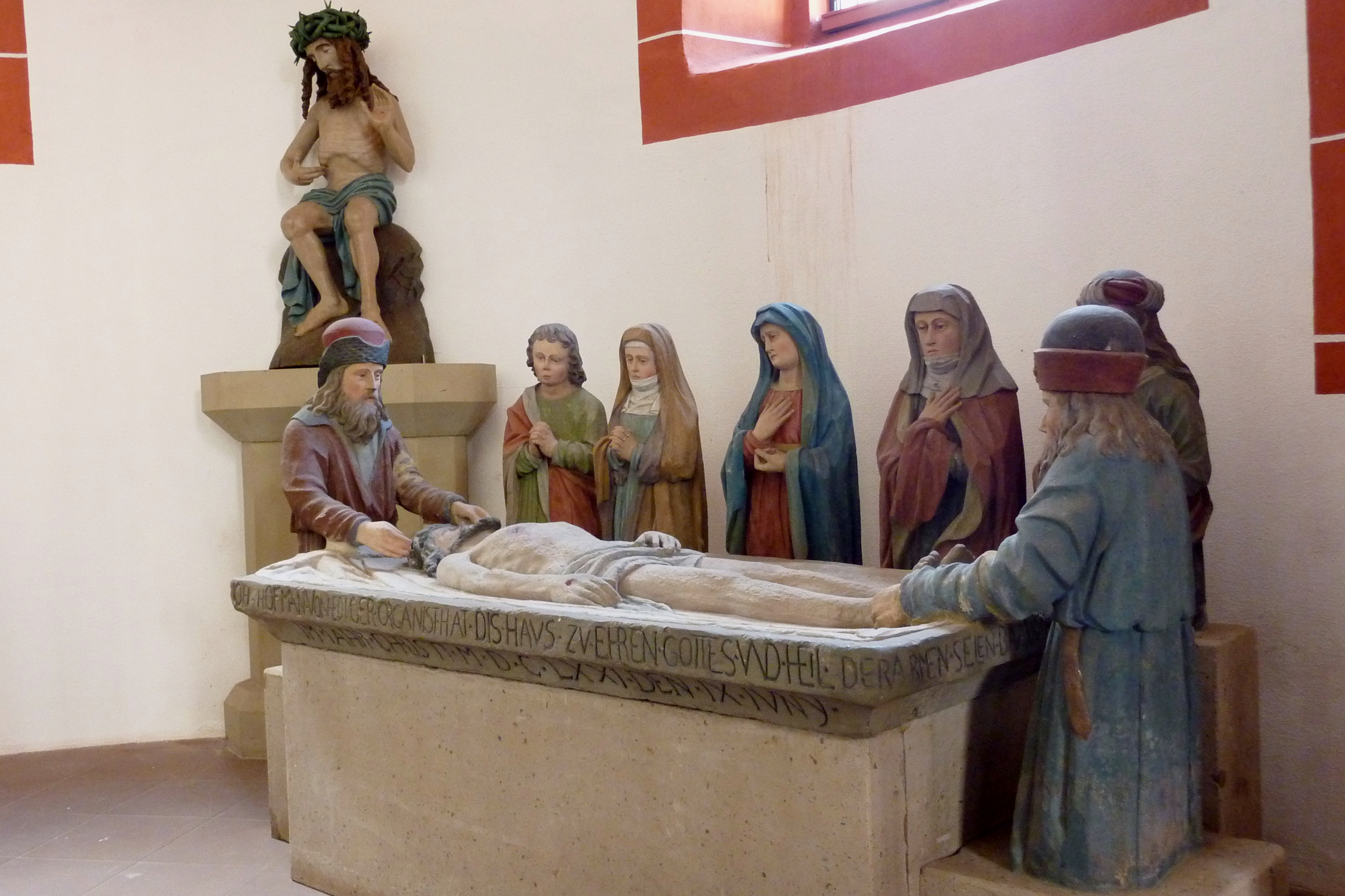
Grablegungsgruppe
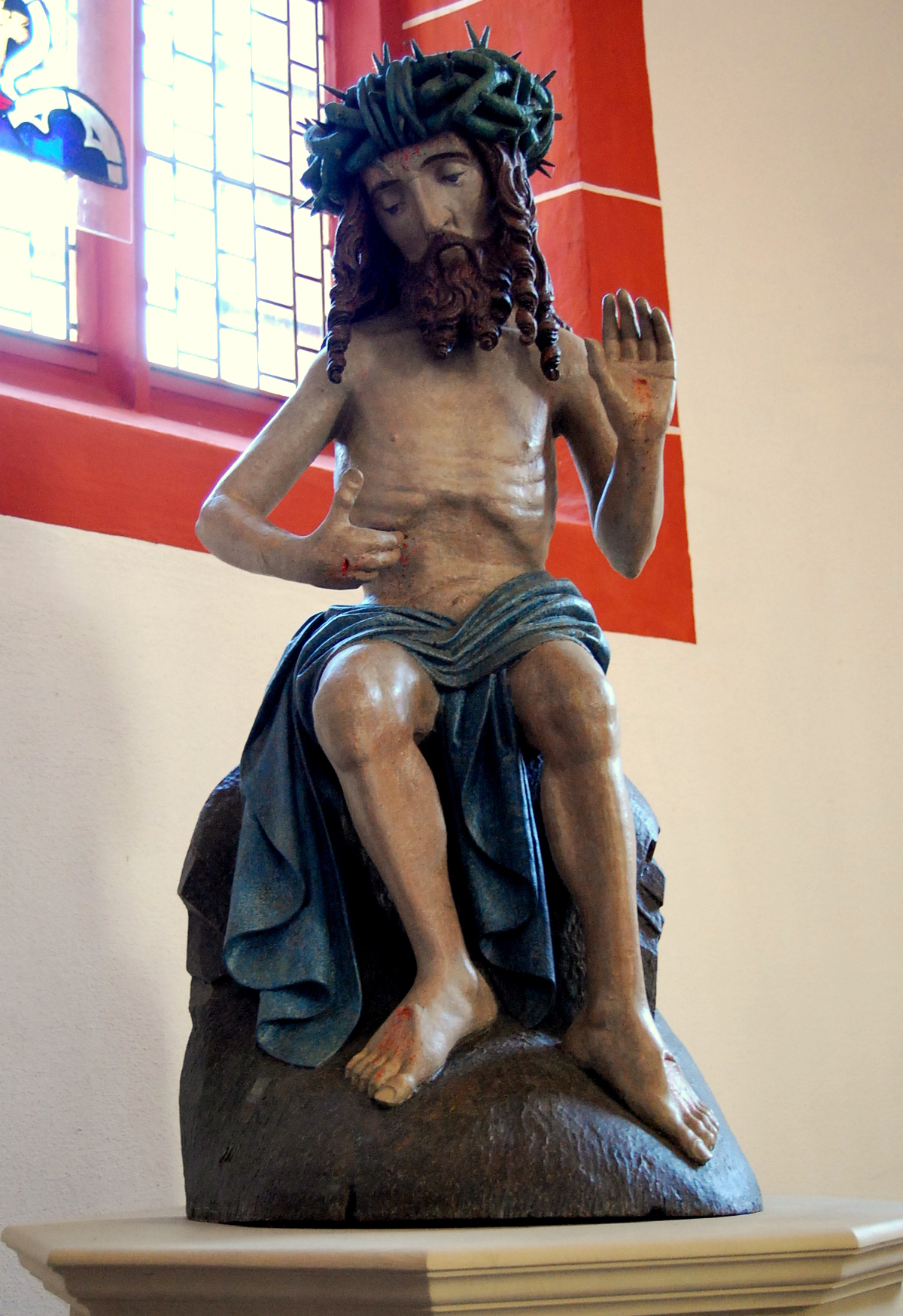
Schmerzensmann

### Sonstige Ausstattung
Aus spätgotischer Zeit stammen außerdem eine Pietà und ein Holzkruzifix, während die übrige Ausstattung auf das 17. und 18. Jahrhundert zurückgeht. Dazu gehören ein Vesperbild, das Standbild des Kirchenpatrons St. Martin von 1741, der Hochaltar, zwei Nebenaltäre und die Kanzel.

## Fenster
Die meisten Fenster stammen von 1962–1963 und wurden nach Entwürfen von Rudi Schilling ausgeführt. Daneben findet man einige ältere Glasmalereien: Im Osten gibt es Fenster aus dem 19. Jahrhundert. In einem Chorfenster zeigen Fragmente aus dem 16. Jahrhundert einen segnenden Christus, die Kreuzlilie am Nordfenster geht ebenfalls auf das 16. Jahrhundert zurück.

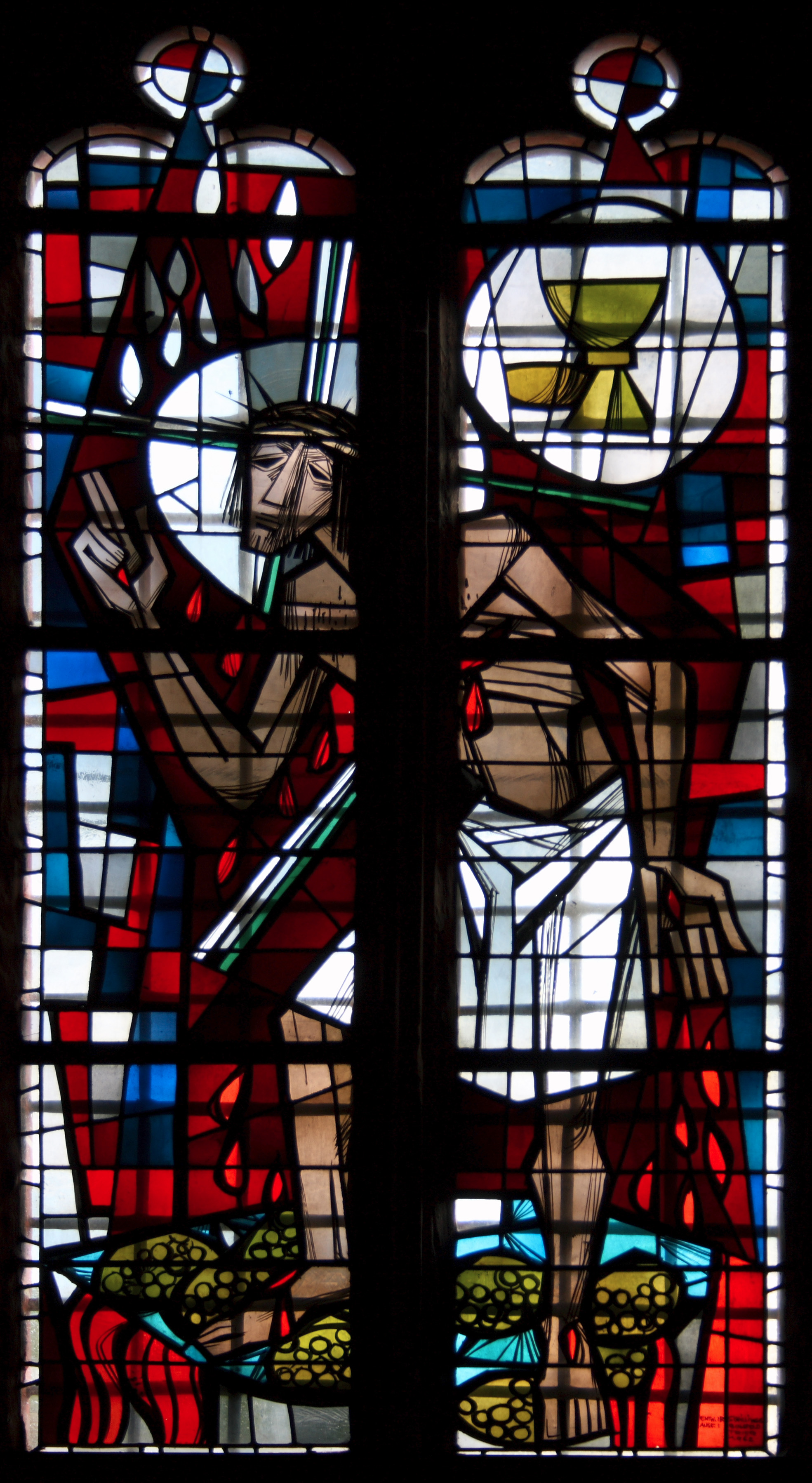
Modernes Fenster
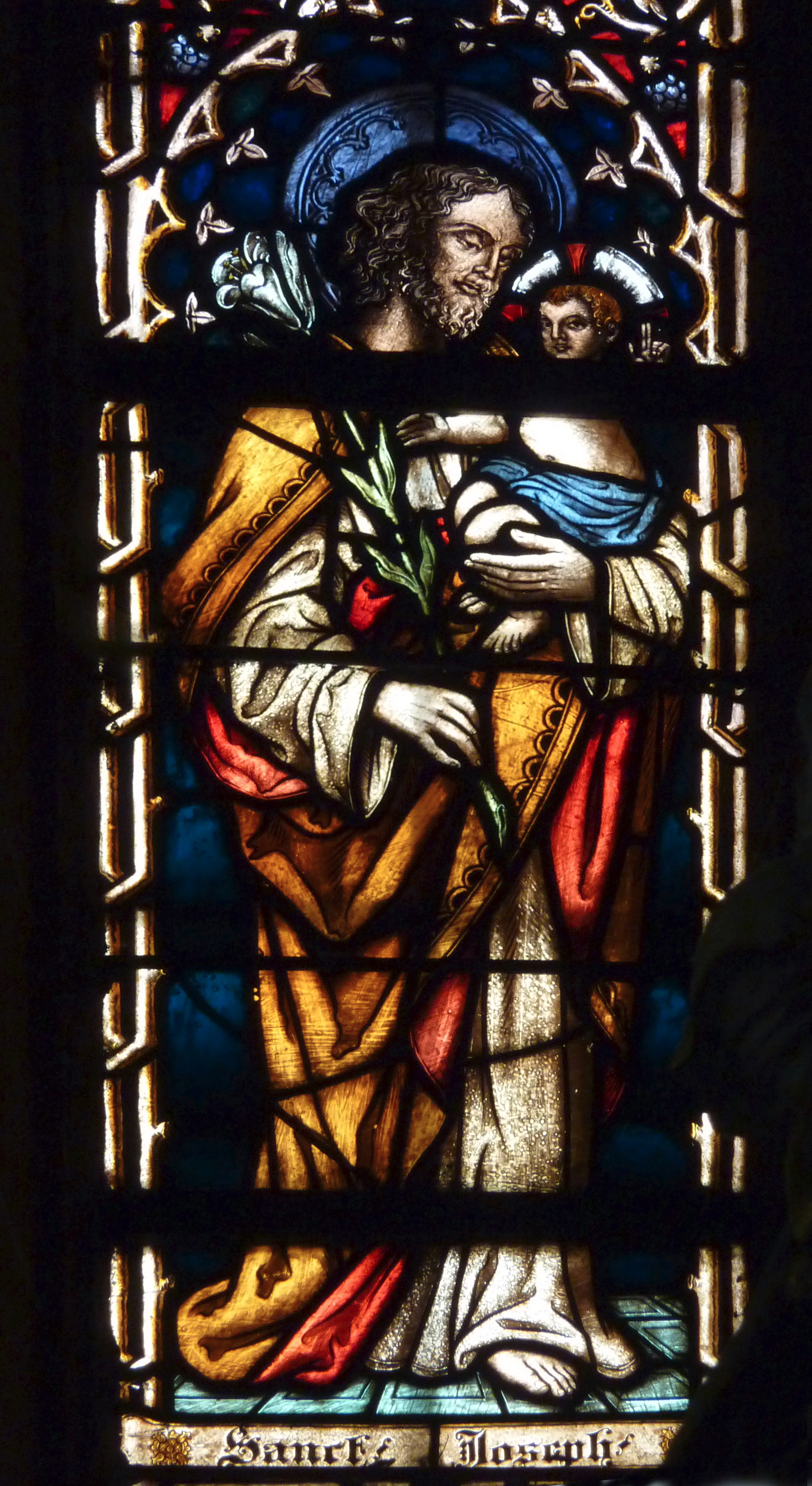
Fenster im Chor (19. Jh.)
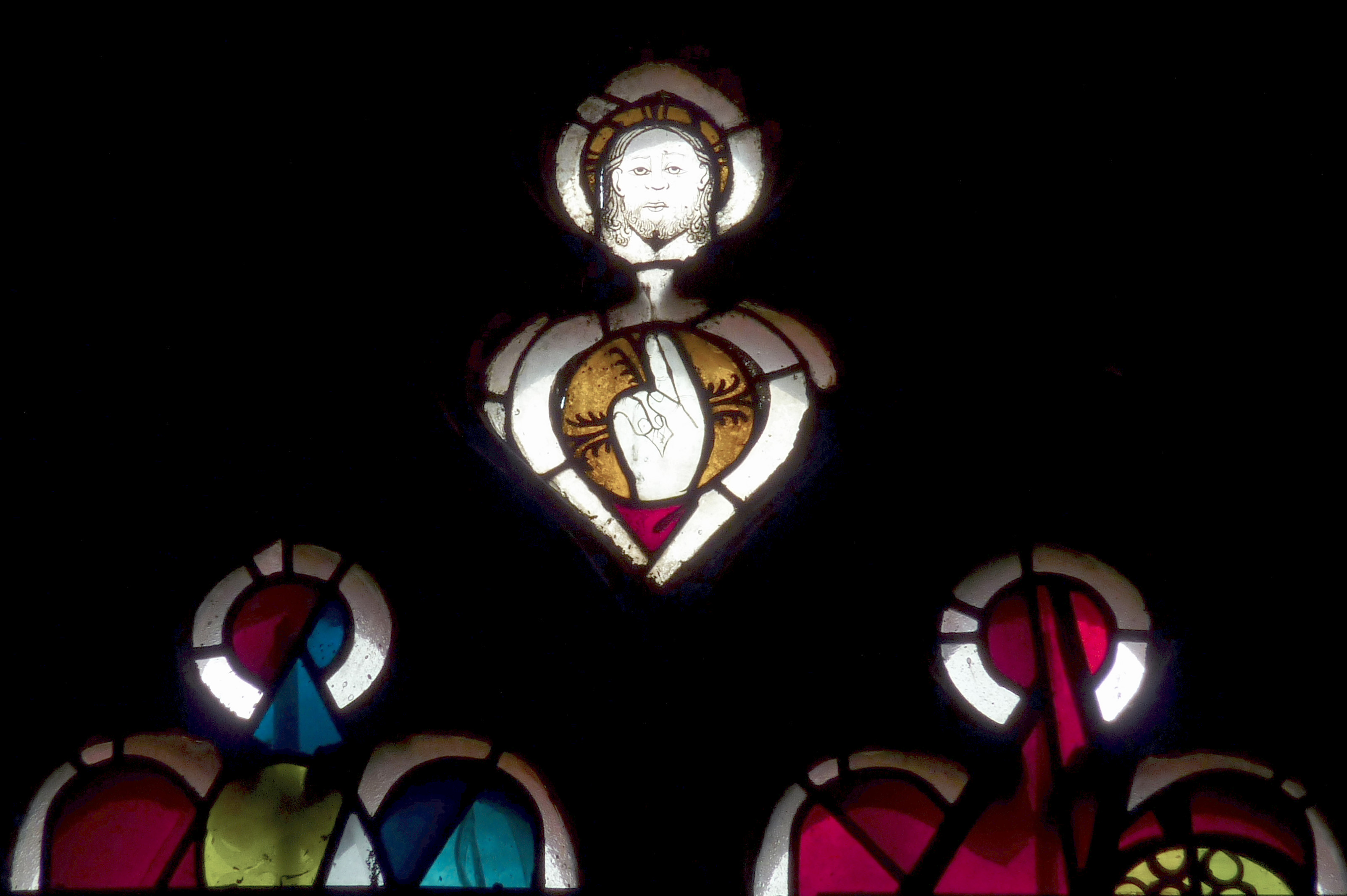
Fenster im Chor mit Fragmenten aus dem 16. Jahrhundert

## Orgel
Die Orgel ist ein Werk der Gebrüder Stumm aus der Zeit um 1775 mit 19 Registern auf zwei Manualen und Pedal. Sie wurde 1826 hierher versetzt und 1984 durch die Firma Orgelbau Oberlinger restauriert. Bei einer Reparatur 1833 wurde Carl Heinrich Stumm aus Rhaunen-Sulzbach als „Verfertiger“ der Orgel genannt.

## Glocken
St. Martin verfügt über sechs Glocken:
Hosanna (1411), Maria (1512), Martin (1512), Concordia (1564), Vox clamantis (1564) und Wolfgang (1995).